# Anápolis (stad)
Anápolis is na Goiânia en Aparecida de Goiânia de derde stad van de Braziliaanse staat Goiás. De stad heeft volgens het Instituto Brasileiro de Geografia e Estatística 335.960 inwoners en is daarmee de 68e stad van Brazilië. Anápolis is een belangrijk centrum  van de voedselverwerkende en farmaceutische industrie.
De stad is de zetel van het rooms-katholieke bisdom Anápolis.

## Aangrenzende gemeenten
De gemeente grenst aan Abadiânia, Campo Limpo de Goiás, Gameleira de Goiás, Goianápolis, Leopoldo de Bulhões, Nerópolis, Ouro Verde de Goiás, Petrolina de Goiás, Pirenópolis, Silvânia en Terezópolis de Goiás.

## Verkeer en vervoer
De plaats ligt aan de radiale snelweg BR-060 tussen Brasilia en Bela Vista. Daarnaast ligt ze aan de wegen BR-153, BR-414, GO-222, GO-330, GO-437 en GO-560.

## Geboren
- Ronaldo Caiado (1949), gouverneur van Goiás
- Antonio Denarium (1964), gouverneur van Roraima
- Mauro Mendes (1964), gouverneur van Mato Grosso
- Luciano da Rocha Neves, "Luciano" (1993), voetballer